# Timbre privé
 (juin 2011).
Si vous disposez d'ouvrages ou d'articles de référence ou si vous connaissez des sites web de qualité traitant du thème abordé ici, merci de compléter l'article en donnant les références utiles à sa vérifiabilité et en les liant à la section « Notes et références ».
Le timbre privé est un type de timbre émis par un service postal privé précédant ou complétant l'action de la poste officielle. Il peut également être émis afin de remplacer un service existant défaillant.
Le timbre est à l’origine une empreinte obtenue par la frappe d’une marque émanant de la puissance publique sur les papiers ou parchemins. Réservé depuis le XVIIe siècle à la taxation des actes susceptibles d’être produits en justice, le timbre a commencé par jouer un rôle fiscal, au point même que la redevance qu’il sert à recouvrer a pris le nom de « droit de timbre ». Jusqu’en 1840, ce timbre a toujours été fixe, c'est-à-dire frappé sur le feuillet taxé (papier timbré ou entier fiscal). Puis, lorsqu'à partir de cette date il a été étendu à la taxation des lettres, le timbre a revêtu, parallèlement à sa forme fixe maintenue et étendue à la poste (entiers fiscaux et postaux), la forme mobile, d’abord pour l’usage postal, puis pour la taxation fiscale de certains actes.
Par conséquent, de nos jours, le timbre qu’il soit fiscal ou postal, qu’il soit fixe ou mobile, revêt normalement un caractère public et non privé.
La collection des timbres privés, détachés ou sur documents, constitue une partie intégrante de l'histoire postale.
Les « timbres-poste personnalisés » (TPP) proposés par la poste à ses usagers ne sont pas des timbres privés, mais des timbres officiels, sur lesquels la poste donne à ses usagers, sous certaines conditions, le choix de leur illustration.
Le problème des timbres privés ne se pose en principe pas en matière de timbres fiscaux. En effet, ceux-ci, destinés à lever une taxe ou un impôt, ne peuvent pas être privés, dans la mesure où il n’appartient pas aux particuliers de lever des taxes. Il existe cependant quelques exceptions à cette règle, notamment en France et surtout aux États-Unis : celle des timbres fiscaux semi-privés.

## Dans les territoires encore dépourvus d'une poste officielle
Dans certains territoires nouvellement ouverts à la colonisation ce sont des timbres privés qui ont été mis les premiers en circulation quasi officielle par les compagnies à charte exerçant une fonction de souveraineté, les missionnaires, ou par les entreprises privées de transport.

### Timbres des compagnies à charte
Sous l’Ancien Régime, la fonction de colonisation était fréquemment exercée par des compagnies commerciales privées, investies des prérogatives de puissance publique par une charte royale. C’est ainsi que la France se dote d’une Compagnie des Indes orientales et d’une Compagnie des Indes Occidentales. Le Portugal, les Provinces-Unies et l’Angleterre utilisent le même procédé. Mais, alors qu’en France, il fut aboli à la fin du XVIIIe siècle et remplacé par l’administration directe, ce procédé est maintenu au XIXe siècle et au début du XXe siècle dans certaines colonies anglaises ou portugaises qui émettent parfois leurs propres timbres.
En voici quelques-unes :
- La British South Africa Company de Cecil Rhodes, de 1890 à 1924 (future Rhodésie) ;
- L’Imperial British East Africa Company, de 1890 à 1895 (futur Kenya) ;
- La Compagnie de l'Afrique orientale allemande de Carl Peters en 1892 (Afrique orientale allemande) ;
- Et la Companhia de Moçambique (pt), comme la Companhia do Nyassa (pt), toutes deux portugaises (futur Mozambique), jusqu’à une date récente.

Ces compagnies privées émettent, pour les territoires soumis à leurs concessions, des timbres-poste qui revêtent donc un caractère privé. Ils ont été supprimés au fur et à mesure que les États colonisateurs prennent en main l’administration directe de ces territoires, et furent alors remplacés par les timbres coloniaux émis par les postes officielles.
À la différence des organismes précédents, l’Honourable East India Company qui a eu l'autorité sur l’Inde britannique jusqu’à la révolte des Cipayes, en 1857, n’a pas eu l’occasion d’émettre de timbres privés, car son service postal a été récupéré par la Couronne depuis 1837, c'est-à-dire bien avant l’invention du timbre-poste.

### Timbres des missionnaires
Certains missionnaires, comme les missionnaires norvégiens à Madagascar, émettent pour leur poste privée les premiers timbres apparus dans l’île.
Ils interviennent parfois plus indirectement, comme en Ouganda ou à Hawaï, où les missionnaires protestants inspirent la première émission postale effectuée en 1851 par l’administration royale.
Les premiers timbres d'Ouganda créés en mars 1895 sont dactylographiés. On[Qui ?] a conservé le nom de leur auteur, qui fut le révérend Ernest Millar.

### Timbres des premières entreprises postales privées
Des entreprises postales privées ont parfois précédé la poste officielle :

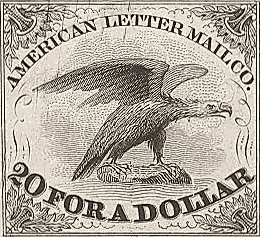
Timbre de l'American Letter Mail Co.

D'abord aux États-Unis, sur la côte est, où dès 1843, la Blood Co. suivie en 1844 par l''American Letter Mail Co. (en) de Lysander Spooner émettent, l'une 4 ans avant et l'autre trois ans avant les premiers timbres officiels des États-Unis (1847), leurs propres timbres privés pour leurs services de courrier entre Philadelphie, New York et Boston).
Ensuite, pour la Californie et les territoires du Far West, où la Wells Fargo & Company se charge de la liaison des États-Unis avec les territoires non encore annexés de l’Ouest et de la côte du Pacifique, avant l’interconnexion des chemins de fer américains en 1869. Cette poste à cheval surnommée « Pony Express » emploie des cavaliers, des coureurs de prairie comme le Bill Cody, permettant ainsi, par un système de relais, la transmission en quelques jours du courrier entre le Pacifique et l’Atlantique (au lieu de deux mois par la voie maritime, via le cap Horn). Pour faciliter la rémunération de ses services, Wells Fargo émet des timbres pour les lettres jusqu’en 1865. Par la suite, elle continue à en émettre pour le transport des journaux jusqu’en 1888, ceux-ci n’étant pas concernés par les restrictions officielles établies en matière postale à partir de 1861.
Par ailleurs, toujours aux États-Unis, de nombreuses postes locales privées émettent des timbres pour les transports urbains entre 1840 et 1880, lorsque ceux-ci n’étaient pas assurés par la poste officielle. Le catalogue Scott spécialisé des États-Unis consacre à la nomenclature de ces émetteurs privés et de leurs timbres une trentaine de pages de trois colonnes en petits caractères.
Les timbres émis par ces postes portent le nom de leur directeur, ou celui des localités desservies. Ainsi, parmi les émetteurs privés de locaux les plus connus, signalons la Boyd’s, la Blood’s, la Hale & Co., la Hussey’s, la Chicago penny post, la Cincinnati City Delivery ou la St. Louis City Delivery.
Un autre cas similaire est à signaler en Afrique du Nord : à la suite de l'installation au Maroc de bureaux étrangers, et à leur exemple, diverses compagnies privées, à la suite de l’office Isaac Brudo, interviennent, de 1891 à 1909, pour se charger du transport du courrier sur divers trajets où celui-ci n'était pas encore assuré, ou mal assuré par une poste officielle. Leurs timbres sont évidemment des timbres privés (cf. Histoire postale du Maroc). A l'exemple de ces postes privées, et bien que plusieurs d'entre elles aient entretenu des liens d'affaires avec certains pays étrangers, les postes chérifiennes sont créées et développées à partir de 1892. Ces postes privées disparaissent par la suite, au fur et à mesure que leurs champs d’action sont pris en mains par les jeunes postes chérifiennes ou les bureaux étrangers.
Deux autres cas notables sont à mentionner, dans le Pacifique :
- celui de l’Australian New Hebrides Co. qui, assurant la liaison maritime entre ces îles et l’Australie (Nouvelle-Galles du Sud), émet en 1897 des timbres privés s'ajoutant aux timbres australiens, à cet effet[4];
- celui des Central Pacific Coconut Plantations Ltd. qui émettent un timbre complémentaire de 5 cents à ajouter au timbre normal des îles Gilbert et Ellice, pour écrire à l'extérieur[5].

Dans tous ces cas, les entreprises privées, loin de démembrer les prérogatives de la souveraineté étatique en matière postale, ont contribué à mettre en place les moyens concrets de permettre à celle-ci de fonctionner.

## En complément de l'action de la poste officielle

### Timbre des postes locales
Le monopole des postes n’a jamais valu que pour les territoires desservis par la poste officielle. Or, jusqu’au début du XXe siècle, les administrations postales de certains États comme celles d'Allemagne ou de Russie, n’assurent pas la desserte du courrier que de ville à ville. Aussi, pour prolonger l’action de leurs services jusqu’aux domiciles des usagers, des services postaux privés se sont parfois constitués pour livrer ou ramasser les lettres à domicile.
C'est notamment le cas dans l’Empire allemand, où de multiples postes locales privées ont vu le jour à partir de 1861, et pour la plupart émettent des timbres et entiers postaux purement privés, comme les postes locales de Strasbourg, Colmar, Mulhouse et Metz. Toutes ces postes sont supprimées à partir du 31 mars 1900, en application d’un texte du 20 décembre 1899, et remplacées dans leur activité par la poste officielle.
De 1864 à 1883, certains hôtels suisses, comme le Bel Alp, le Rigi Kulm ou le Rigi Kaltbad, situés sur des hauteurs escarpées à distance des bureaux de poste officiels, émettent leurs propres timbres privés pour faire payer par leurs clients le transport de leur courrier jusqu'à ces bureaux.
En Chine aussi, de multiples postes privées furent créées, entre 1893 et 1897, dans onze villes, comme Amoy, Chefoo, Fou-Tchéou, Tchoung King, ou Nankin. Mises en place par des sujets britanniques, elles viennent compléter, mais aussi à l’occasion concurrencer, la poste officielle impériale. Elles émettent pour cela un nombre assez important de timbres-poste ou d'entiers postaux privés.
En Grande-Bretagne, des compagnies privées de distribution des circulaires et imprimés ("Circular delivery company (en)") fonctionnent de 1865 à 1867, et émettent leurs propres timbres dans des villes aussi variées que Glasgow, Aberdeen ou Londres. Mais leur activité ne dure pas, car la poste obtient leur suppression par une procédure conclue par des jugements en mai et juin 1868. En Grande-Bretagne également, différents collèges de certaines universités émettent des timbres pour le port local du courrier : les services des universités d'Oxford (1871-1885) et de Cambridge (1883-1885) sont supprimés par une décision du Postmaster General de décembre 1885. Mais les postes locales qui durèrent le plus longtemps outre-Manche furent les Compagnies de Chemin de Fer qui pour faire payer le transport des colis et des journaux échappant au monopole utilisèrent leurs propres timbres de 1855 et 1906.
Dans une période plus récente, plusieurs îlots britanniques parfois quasi inhabités, comme l’îlot de Jethou au large de Guernesey furent dotés de postes privées locales souvent fantômes. Citons cependant deux îles qui furent dotées de postes privées sérieuses :
- celle de Lundy, dans le canal de Bristol, depuis 1929 ;
- celle de Herm (40 habitants), non loin de Guernesey (mais quelque 3 000 visiteurs chaque été, en raison de ses plages), depuis 1949.

Ces deux îles ont disposé, en effet, chacune d’une poste privée fonctionnant réellement, bien que modestement, et non uniquement utilisée à des fins philatéliques. À noter que le sérieux de la poste locale de Herm a été confirmé après coup, puisque, lors de sa suppression en 1969, les États de Guernesey, l'ont remplacé par un bureau de leur poste officielle.
D'autres postes locales privées ont également fonctionné et émis leurs propres timbres en Grande-Bretagne, dans les États confédérés d'Amérique, ainsi qu'en Scandinavie.
En Russie aussi, des postes locales rurales assurent la même activité de liaison entre la poste d’État et les usagers, dans les immenses espaces non desservis par celle-ci, sur la base de la loi du Sénat du 27 août 1870. Mais ces postes n’ont aucun caractère privé, étant créées par les provinces de l’Empire ou « Zemstvos ».
À noter que, dans le cas de l’Espagne, des locaux de Barcelone, émis par la municipalité ne correspondent pas à l’intervention d’une poste locale, mais représentaient seulement l’exigence d’une taxe supplémentaire sur le courrier transporté dans cette ville par la poste espagnole. Leur nature est donc en réalité plus fiscale que postale.

### Timbres des premières compagnies de poste aérienne
Lors de la création de la poste aérienne en Amérique du Sud, diverses compagnies privées européennes y interviennent pour compléter, en ce domaine l’action de la poste officielle. Ces compagnies privées émettent alors, pour le règlement de la surtaxe aérienne, des timbres de complément destinés à être ajoutés aux timbres officiels sur les plis à transporter par avion.
Ainsi, des timbres émis par les compagnies allemandes « Syndicato Condor » au Brésil et « Sociedad Colombo-Alemana de Transportes Aeros » (ou SCADTA) en Colombie, de 1920 à 1929, ou par les « Transports aériens guyanais » (ou TAG) en Guyane française, en 1921. Ces compagnies ayant eu un caractère privé ou semi-privé leurs timbres relèvent du même statut.
Il en est de même pour des vols inauguraux de transport de courrier, où divers timbres privés complémentaires furent émis :
C'est le cas en France pour la première liaison aérienne Nancy-Lunéville du 31 juillet 1912, où une taxe supplémentaire acquittée au moyen d'un grand timbre privé de 25c est exigée pour chaque pli transporté. Il en est de même en Allemagne, comme pour le vol retour de Feldberg à Mulhouse du 10 et 12 septembre 1913 où un timbre complémentaire privé spécial de 25pf a du être ajouté au timbre normal.
La « Compagnie générale aéropostale » qui intervient également en Amérique du Sud n’émet pas de timbres particuliers pour faire rémunérer ses services.

## En suppléance d'une carence de la poste officielle
En diverses circonstances des services postaux privés ont été émis par des organismes visant à suppléer la carence de la poste.

### Timbres en temps de guerre
Dans les cas d’interruption du service pour cause de guerre, il est arrivé que des postes locales improvisées aient vu le jour. Si parfois, ces services ont été gratuits, comme les services locaux de distribution du courrier à Lille et à Tourcoing, en 1914-18, d’autres organismes ont fait payer leur service par voie de timbres privés :
- L’Office Lorin-Maury, qui, pendant la Commune de Paris, en 1871, se fit payer au moyen de timbres privés le transport des lettres entre Paris assiégé et Saint-Denis tenu par les Versaillais.
- Dans le nord de la France, en 1914, lorsque pour remédier à la suppression de la poste officielle par les occupants, la chambre de commerce de Valenciennes organisa une poste locale, pour la rémunération de laquelle elle émit un timbre-poste de 10c. Ce timbre, inspiré de celui de la grève d’Amiens de 1909, revêtait un caractère privé. En effet son organisme émetteur, la Chambre de commerce, était, en sa qualité d’établissement public, soumis alors à une exigence de spécialité. Or l’organisation d’une poste locale n’entrait pas dans la compétence normale des chambres de commerce. Aussi la chambre de Valenciennes était-elle sortie de sa spécialité d’établissement public en intervenant dans le domaine postal et, du même coup, avait alors agi à titre privé, pour le compte de ses seuls membres. Si bien que son timbre, émis à l’occasion de cette activité privée, ne pouvait lui-même être que privé.

### Timbres en temps de grève postale
À partir de 1906 des grèves postales surviennent périodiquement en France. Si les particuliers sans défense sont contraints de supporter le fardeau de ces mouvements sociaux, les négociants et producteurs qui subissent de grandes pertes sont forcés, pour survivre, d’avoir recours à leurs chambres de commerce pour faire fonctionner des services postaux de substitution. Dans ces éventualités, les chambres de commerce, normalement non habilitées à sortir de leurs compétences purement commerciales, interviennent, mais à titre privé, pour le compte de leurs membres. D'autres organismes privés improvisent aussi, en temps de grève, d'autres transports privés de courrier à l'intention des particuliers.
Quelques-uns des organismes ci-dessus émettent alors des timbres privés visant à rémunérer leur action comme services postaux de substitution.
Il faut distinguer de ces timbres de grève véritables et vérifiables, les multiples timbres de grève apocryphes, ou « vignettes de grève », mis en circulation, sans aucun lien avec les services transport de courrier.

## Cas particuliers

### Lesentiers postauxprivés
Certains des organismes de poste privée évoqués ci-dessus ne se sont pas limités à la mise en service de timbres mobiles, mais ont aussi émis des entiers privés.
Cela a pu être le cas :
- de services postaux privés précédant l’action de la poste officielle : ainsi la Wells Fargo Co. citée plus haut émet-elle ses premiers entiers postaux pour les territoires en voie d'organisation du Far West, ainsi que dans certaines régions du Mexique, où elle avait été autorisée à étendre ses activités;
- de services postaux privés complétant l’action de la poste officielle. Notamment, des entiers des postes locales allemandes assurant l'acheminement du courrier urbain citées plus haut, ou de ceux des postes locales chinoises, créées au temps des concessions par des sujets anglais entreprenants;
- de services postaux privés remplaçant la poste officielle défaillante. Par exemple, dans le cadre des émissions de timbres de grève français, de deux transporteurs privés, l'un nommé Lainé et l'autre Lester, qui ont successivement émis des entiers postaux privés en 1971, puis en 1974.

Ces derniers documents avaient été précédés de 100 ans, en France, par l'enveloppe de l'Office « Lorin-Maury » qui l'avait produite en mai 1871, pour l'acheminement du courrier entre Paris tenu par la Commune et Saint-Denis contrôlé par les Versaillais. Toutefois, il est permis de douter que ce précurseur, connu seulement à l'état neuf, ait réellement servi.

### Les timbres fiscaux semi-privés
Par définition, les timbres fiscaux, étant destinés à lever un impôt ou une taxe, ne peuvent être privés. Pourtant, il en est quelques-uns que l'on peut qualifier de « semi-privés » :
- Le cas le plus connu en France de timbres fiscaux semi-privés est celui des timbres spéciaux de la Compagnie du canal de Panama. Celle-ci a obtenu, en 1889, pour simplifier son travail, le privilège de payer en bloc à l’État les droits de quittances qui lui revenaient sur chaque versement de ses actionnaires, à charge pour elle de les recouvrer auprès des intéressés. À cet effet, la compagnie émet une figurine spéciale mixte servant à la fois de timbre de quittances et de vignette de contrôle pour constater chaque encaissement[7]. Le reliquat de ces timbres est également utilisé après le krach de cette société, pour régulariser ses actions non encore envoyées aux actionnaires. Puis, comme ce reliquat n’était pas suffisant, le liquidateur de la compagnie a dû faire émettre un second timbre semi-privé de quittance, de nature cette fois purement fiscale, qui est apposé sur les actions conjointement avec la figurine privée de contrôle de la Compagnie du canal[8];
- De nombreux cas de ce type sont connus aux États-Unis, où certaines entreprises ont émis de multiples figurines fiscales, souvent illustrées par l’effigie de leurs présidents ou fondateurs. Ces entreprises reversent à l’État les droits ainsi perçus par voie de timbre sur chaque objet vendu, dans les domaines des allumettes, des médicaments, des parfums et des cartes à jouer. Ainsi, des frais considérables purent-ils être économisés grâce à ces auto-affranchissements apposés au cours des processus de fabrication et d’emballage[9].

D’autres timbres fiscaux semi-privés ont aussi été émis en France pour lever :
- Les droits sur les transactions boursières par les agents de change de Bordeaux (1864) et de Nantes (1869-1878) ;
- Les droits sur les billets de la Compagnie des wagons-lits (1877-1898) ;
- Le « droit des pauvres » sur la vente des billets de théâtre (1909-1914) ;
- Les droits dus à la Société des auteurs et compositeurs dramatiques sur les places de Théâtre (1951-1970)[10]).

### Les timbres privésapocryphesou vignettes pseudo-postales
Pour que des figurines privées puissent revendiquer la qualité de « timbres », il faut qu'elles aient été utilisées pour un véritable service. Dans le cas contraire, il s'agît de vignettes à prétention postale, généralement qualifiées de « timbres-apocryphes ».
On peut distinguer parmi ce genre de figurines :
- Les timbres fantaisistes édités au nom d'un territoire lointain, ou d'un îlot inhabité :
  - les figurines attribuées aux insurgés de Mirdicie (Albanie) en 1921, parus après la répression de la révolte ;
  - les figurines attribuées aux insurgés des Moluques du Sud, réfractaires à leur intégration à l'Indonésie, parus au cours des années 1950 avec la légende Republica Maluku Selatan ;
  - les pseudo-timbres d'Azerbaïdjan imprimés en 1918 en Italie ;
  - les timbres du prétendu « Haggar », aux valeurs faciales libellées en « figuas » ou en « dattes » que l'on aurait rencontrés avec oblitération du 1er avril 1931.
  - les timbres de la « Principauté de Sealand », dont les premiers timbres datent de 1969, quand un service d'hélicoptère a été institué pour transporter des correspondances de Sealand à Bruxelles. Pendant plusieurs mois en 1969, un certain nombre de plis oblitérés à Sealand semblent avoir ainsi pu circuler dans le courrier international, à la faveur de la distraction de certains postiers belges et autres.
- Les timbres qui n'ont correspondu à aucun service :
  - timbres de Saumur en 1953 ou de Corse en 1968,
  - le timbre de la Terre de Feu, émis en 1891 par le chercheur d'or Jules Popper pour son seul courrier,
  - les timbres de la république de Counani, en 1887, dont Jules Gros s'était proclamé président.

On distinguera de ces figurines, les vignettes revêtant la forme de timbres et imprimées à des fins politiques, comme celles répandues en France en 1887, à l'effigie du général Boulanger, ou en Grèce, en 1917 à l'effigie de Vénizelos. Dans ce dernier registre, il faut encore mentionner les timbres émis en Allemagne nazie, en 1943, avec la mention "Azad Hind" (Inde libre), en faveur de l'indépendance indienne, et les nombreuses figurines pseudo-roumaines émises en Espagne, à partir des années 1950, par les réfugiés Roumains pro-nazis, pour commémorer les Gardes de Fer, les rois de Roumanie ou caricaturer, les émissions successives des États européens au thème d'Europa, sur fond d'anti-communisme.